# NK Sarvaš
NK Sarvaš, hrvatski je nogometni klub iz Sarvaša.
U sklopu kluba nastupa 2 nogometne selekcije: seniori i veterani.

## Povijest
NK Sarvaš osnovan je 14. ožujka 1952. godine.
Od 2000. do 2016. jedanaest sezona se natjecao u 2. ŽNL Osječko-baranjskoj, u pet sezona se natjecao u 3. ŽNL Osječko-baranjskoj. Do sezone 2007./08. natjecao se je u 3. ŽNL Osječko-baranjskoj NS Osijek, koju je te sezone osvojio. Uspjeh je ponovljen i u sezoni 2012./13.

### Plasmani kluba kroz povijest
| Sezona    | Liga                               | Plasman                                                  |
| --------- | ---------------------------------- | -------------------------------------------------------- |
| 2000./01. | 2. ŽNL Osječko-baranjska NS Osijek | 12. mjesto                                               |
| 2001./02. | 2. ŽNL Osječko-baranjska NS Osijek | 13. mjesto                                               |
| 2002./03. | 2. ŽNL Osječko-baranjska NS Osijek | 16. mjesto                                               |
| 2003./04. | 2. ŽNL Osječko-baranjska NS Osijek | Grupa Osijek/Istok: 7. mjesto Liga za ostanak: 9. mjesto |
| 2004./05. | 3. ŽNL Osječko-baranjska NS Osijek |                                                          |
| 2005./06. | 2. ŽNL Osječko-baranjska NS Osijek | 15. mjesto                                               |
| 2006./07. | 3. ŽNL Osječko-baranjska NS Osijek |                                                          |
| 2007./08. | 3. ŽNL Osječko-baranjska NS Osijek | 1. mjesto                                                |
| 2008./09. | 2. ŽNL Osječko-baranjska NS Osijek | 10. mjesto                                               |
| 2009./10. | 2. ŽNL Osječko-baranjska NS Osijek | 11. mjesto                                               |
| 2010./11. | 2. ŽNL Osječko-baranjska NS Osijek | 12. mjesto                                               |
| 2011./12. | 3. ŽNL Osječko-baranjska NS Osijek | 6. mjesto                                                |
| 2012./13. | 3. ŽNL Osječko-baranjska NS Osijek | 1. mjesto                                                |
| 2013./14. | 2. ŽNL Osječko-baranjska NS Osijek | 9. mjesto                                                |
| 2014./15. | 2. ŽNL Osječko-baranjska NS Osijek | 10. mjesto                                               |
| 2015./16. | 2. ŽNL Osječko-baranjska NS Osijek | 12. mjesto                                               |
| 2016./17. | 3. ŽNL Osječko-baranjska NS Osijek | 4. mjesto                                                |

## Vanjske poveznice
- Neslužbena stranica